# El Puente del Arzobispo
El Puente del Arzobispo è un comune spagnolo di 1 337 abitanti situato nella comunità autonoma di Castiglia-La Mancia.